# 扎維 (卡盧什區)
48°57′7″N 24°25′32″E / 48.95194°N 24.42556°E
扎維（烏克蘭語：Завій），是烏克蘭的村落，位於該國西部伊萬諾-弗蘭科夫斯克州，由卡盧什區負責管轄，始建於1356年，面積26.5平方公里，2001年人口2,089，人口密度每平方公里78.8人。